# Виргинский университет
Вирги́нский университе́т или Университе́т Вирги́нии (Вирджинии) (англ. University of Virginia, сокр. U.Va. или UVA) — государственный исследовательский университет штата Вирджиния, США. Флагманский вуз штата, входит в тройку лучших государственных университетов в США.
Основан в 1819 году Томасом Джефферсоном, который спроектировал его кампус — памятник Всемирного наследия. Известен тем, что в нём впервые в американской истории были предложены специализации по предметам, таким как архитектура, астрономия и философия, а также тем, что был первым университетом, в котором были разделены церковь и образование. Школа прикладной науки при университете Виргинии была первой технической школой в Соединённых Штатах.
Кампус университета находится в городе Шарлотсвилл и относится к Всемирному наследию ЮНЕСКО. В разное время студентами университета были Эдгар По, Вудро Вильсон, Роберт Кеннеди, Хавьер Солана. Юридическая школа Виргинского университета ежегодно входит в десятку лучших в стране.

## История
Ещё в 1802 году, будучи президентом Соединенных Штатов, Томас Джефферсон написал художнику Чарльзу Уилсону Пилу, что его концепция нового университета в штате Виргиния может привлечь талантливых студентов из «других штатов, чтобы приехать и выпить из чаши знаний». На этот период времени в Виргинии уже работал Колледж Вильгельма и Марии, который окончил Джефферсон, потерявший доверие к своей альма-матер, отчасти из-за её слишком религиозного характера.
В 1817 году три президента — Джефферсон, Джеймс Монро и Джеймс Мэдисон, а также главный судья Верховного суда США Джон Маршалл присоединились к 24 другим высокопоставленным лицам на встрече, состоявшейся в таверне Mountain Top Tavern в Rockfish Gap, между Шарлотсвиллем и Уэйнсборо. В результате они выбрали Шарлоттсвилл в качестве места для нового университета штата Виргиния. В конце 1817 года был заложен первый камень этого учебного заведения. 25 января 1819 года Содружество Вирджинии учредило новый флагманский университет штата на территории Шарлоттсвилля, который был построен на земле индейцев монакан. Первые занятия в университете начались 7 марта 1825 года.
В отличие от других университетов того времени, его нововведением было то, что студенты могли учиться в одной или нескольких из восьми независимых школ. Ещё одним нововведением стало то, что высшее образование было отделено от религиозной доктрины — в университете не было школы богословия. Томас Джефферсон был тесно связан с университетом до конца своей жизни, устраивая воскресные обеды в своем доме в Монтичелло для преподавателей и студентов до самой своей смерти. Джефферсон считал создание университета одним из своих величайших достижений и настаивал на том, чтобы после смерти его упоминали как автора Декларации независимости и отца Виргинского университета Вирджинии.
В отличие от большинства учебных учреждений Юга США, университет работал на протяжении всей Гражданской войны, выпустив много известных офицеров, участвующих в войне, в их числе четырёх генерал-майоров, двадцать одного бригадного генерала и шестьдесят семь полковников из десяти разных штатов. Благодаря гранту Содружества Виргинии обучение в университет стало бесплатным для всех жителей Вирджинии в 1875 году. В 1904 году Виргинский университет стал первым университетом к югу от Вашингтона, избранным в Ассоциацию американских университетов. После дара Эндрю Карнеги в 1909 году, университет был организован в двадцать шесть департаментов в шести школах.

## Деятельность
Университет имеет несколько дочерних центров, включая:
- Rare Book School[англ.]
- Штаб-квартира Национальной радиоастрономической обсерватории
- Центр политики Университета Виргинии[англ.]
- Weldon Cooper Center for Public Service
- Sorensen Institute for Political Leadership
- Центр Миллера по связям с общественностью[англ.]

В 2011 году издание US News and World Report оценило университет Виргинии, как второй лучший государственный университет в США, а в общем двадцать четвёртый лучший университет в стране. Университет отличается высокой оценкой определённых учебных программ, среди них: юридическая школа (занимает 9-е место), бизнес школа (14-е место), медицинская школа (27-е место).
По состоянию на 2013 год академический бюджет университета в размере 1,4 миллиарда долларов покрывался в основном за счет платы за обучение (32 %), исследовательских грантов (23 %), пожертвований и подарков (19 %), а также продаж и услуг (12 %).
Университет в настоящее время состоит из следующих академических подразделений:
- College of Arts & Sciences (колледж искусств и наук)
- School of Architecture (школа архитектуры)
- Darden Graduate School of Business Administration (бизнес-школа)
- McIntire School of Commerce (школа коммерции)
- Curry School of Education (школа педагогики)
- School of Engineering and Applied Science (школа технических и прикладных наук)
- School of Law (школа права)
- School of Medicine (школа медицины)
- School of Nursing (школа медперсонала)

### Президенты
В период с 1819 по 1904 год в университете не было должности президента. Эта должность называлась ректор, и первыми ректорами Виргинского университета были:
- 1819—1826 − Томас Джефферсон
- 1826—1836 − Джеймс Мэдисон
- 1836—1845 − Чепмен Джонсон[англ.]

Президентами университета были:
- 1904—1931 − Эдвин Олдерман[англ.]
- 1931—1947 − Джон Ллойд Ньюкомб[англ.]
- 1947—1959 − Колгейт Дарден[англ.]
- 1959—1974 − Эдгар Шеннон[англ.]
- 1974—1985 − Фрэнк Херефорд[англ.]
- 1985—1990 − Роберт О'Нил[англ.]
- 1990—2010 − Джон Кастин[англ.]
- 2010—2018 − Тереза Салливан[англ.]
- С 2018 − Джеймс Райан[англ.][2]

### Выпускники
Один из старейших университетов США окончили многие видные люди страны, в числе их политики и государственные деятели, военные и учёные, музыканты и актёры, спортсмены и религиозные деятели.
См. Выпускники Виргинского университета